# Nederlandse kampioenschappen schaatsen afstanden 2010 - 500 meter mannen
De 500 meter mannen op de Nederlandse kampioenschappen schaatsen afstanden 2010 werd gehouden op vrijdag 30 oktober 2009. Het kampioenschap werd verreden over twee 500 meters, waarbij alle rijders één keer in de binnenbaan en één keer in de buitenbaan startten.
De titelverdediger van 2009, Jan Smeekens, die de titel pakte tijdens de Nederlandse kampioenschappen schaatsen afstanden 2009 prolongeerde zijn titel en veroverde hiermee tevens zijn derde titel op rij.
Wereldbeker
Het kampioenschap gold tevens als kwalificatie voor de eerste wedstrijden voor de Wereldbeker schaatsen 2009/10. Er waren vijf plaatsen te verdelen op deze afstand. Geen van de rijders genoot een beschermde status.

## Statistieken

### Uitslag
| #      | Schaatser         | 1e run        | 2e run        | Totaal |
| ------ | ----------------- | ------------- | ------------- | ------ |
| Goud   | Jan Smeekens      | 35,23 (1)     | 35,55 (7)     | 70,780 |
| Zilver | Ronald Mulder     | 35,47 (2)     | 35,33 (1)     | 70,800 |
| Brons  | Mark Tuitert      | 35,54 (3)     | 35,47 (4)     | 71,010 |
| 4      | Stefan Groothuis  | 35,64 (5)     | 35,47 (3)     | 71,110 |
| 5      | Lars Elgersma     | 35,59 (4)     | 35,54 (6)     | 71,130 |
| 6      | Simon Kuipers     | 35,79 (8)     | 35,39 (2)     | 71,180 |
| 7      | Michel Mulder     | 35,83 (10)    | 35,52 (5)     | 71,350 |
| 8      | Jan Bos           | 35,66 (6)     | 35,71 (9)     | 71,370 |
| 9      | Jacques de Koning | 35,73 (7)     | 35,73 (10)    | 71,460 |
| 10     | Pim Schipper      | 35,83 (9)     | 35,78 (12)    | 71,610 |
| 11     | Erben Wennemars   | 36,07 (13)    | 35,66 (8)     | 71,730 |
| 12     | Michael Poot      | 35,97 (12)    | 35,78 (11)    | 71,750 |
| 13     | Beorn Nijenhuis   | 35,89 (11)    | 36,03 (14)    | 71,920 |
| 14     | Sietse Heslinga   | 36,13 (15)    | 35,91 (13)    | 72,040 |
| 15     | Hein Otterspeer   | 36,13 (14) PR | 36,17 (17)    | 72,300 |
| 16     | Kjeld Nuis        | 36,25 (17) PR | 36,06 (15) PR | 72,310 |
| 17     | Jurre Trouw       | 36,18 (16)    | 36,29 (18)    | 72,470 |
| 18     | Sjoerd de Vries   | 36,36 (18)    | 36,12 (16)    | 72,480 |
| 19     | Jesper Hospes     | 36,37 (19)    | 36,32 (19)    | 72,690 |
| 20     | Freddy Wennemars  | 36,38 (20)    | 36,33 (20)    | 72,710 |
| 21     | Maarten Hitman    | 36,45 (22)    | 36,49 (22)    | 72,940 |
| 22     | Tim Salomons      | 36,44 (21)    | 36,51 (23)    | 72,950 |
| 23     | Huub van de Wart  | 36,49 (23)    | 36,49 (21)    | 72,980 |
| 24     | Allard Neijmeijer | 36,68 (24)    | 37,33 (24)    | 74,010 |

### Loting 1e 500 m
| Rit | Binnenbaan        | Buitenbaan        |
| --- | ----------------- | ----------------- |
| 1   | Maarten Hitman    | Jurre Trouw       |
| 2   | Kjeld Nuis        | Allard Neijmeijer |
| 3   | Freddy Wennemars  | Pim Schipper      |
| 4   | Huub van der Wart | Hein Otterspeer   |
| 5   | Tim Salomons      | Ronald Mulder     |
| 6   | Sietse Heslinga   | Michel Mulder     |
| 7   | Jesper Hospes     | Sjoerd de Vries   |
| 8   | Erben Wennemars   | Michael Poot      |
| 9   | Mark Tuitert      | Lars Elgersma     |
| 10  | Jan Bos           | Beorn Nijenhuis   |
| 11  | Jacques de Koning | Simon Kuipers     |
| 12  | Stefan Groothuis  | Jan Smeekens      |

### Ritindeling 2e 500 m
| Rit | Binnenbaan        | Buitenbaan        |
| --- | ----------------- | ----------------- |
| 1   | Allard Neijmeijer | Huub van der Wart |
| 2   | Sjoerd de Vries   | Maarten Hitman    |
| 3   | Jurre Trouw       | Tim Salomons      |
| 4   | Hein Otterspeer   | Freddy Wennemars  |
| 5   | Michael Poot      | Jesper Hospes     |
| 6   | Beorn Nijenhuis   | Kjeld Nuis        |
| 7   | Michel Mulder     | Sietse Heslinga   |
| 8   | Pim Schipper      | Erben Wennemars   |
| 9   | Simon Kuipers     | Jacques de Koning |
| 10  | Lars Elgersma     | Jan Bos           |
| 11  | Ronald Mulder     | Stefan Groothuis  |
| 12  | Jan Smeekens      | Mark Tuitert      |

1987 · 
1988 · 
1989 · 
1990 · 
1991 · 
1992 · 
1993 · 
1994 · 
1995 · 
1996 · 
1997 · 
1998 · 
1999 · 
2000 · 
2001 · 
2002 · 
2003 · 
2004 · 
2005 · 
2006 · 
2007 · 
2008 · 
2009 · 
2010 · 
2011 · 
2012 · 
2013 · 
2014 · 
2015 · 
2016 · 
2017 · 
2018 · 
2019 · 
2020 · 
2021 · 
2022 · 
2023 ·
2024 · 
2025